# Frank Cuhel
Frank Josef Cuhel, född 23 september 1904 i Cedar Rapids, Iowa, död 22 februari 1943 i Lissabon, Portugal, var en amerikansk friidrottare.
Cuhel blev olympisk silvermedaljör på 400 meter häck vid sommarspelen 1928 i Amsterdam.